# Hymenophyllum recurvum
Hymenophyllum recurvum là một loài dương xỉ trong họ Hymenophyllaceae. Loài này được Gaudich. mô tả khoa học đầu tiên.

## Hình ảnh

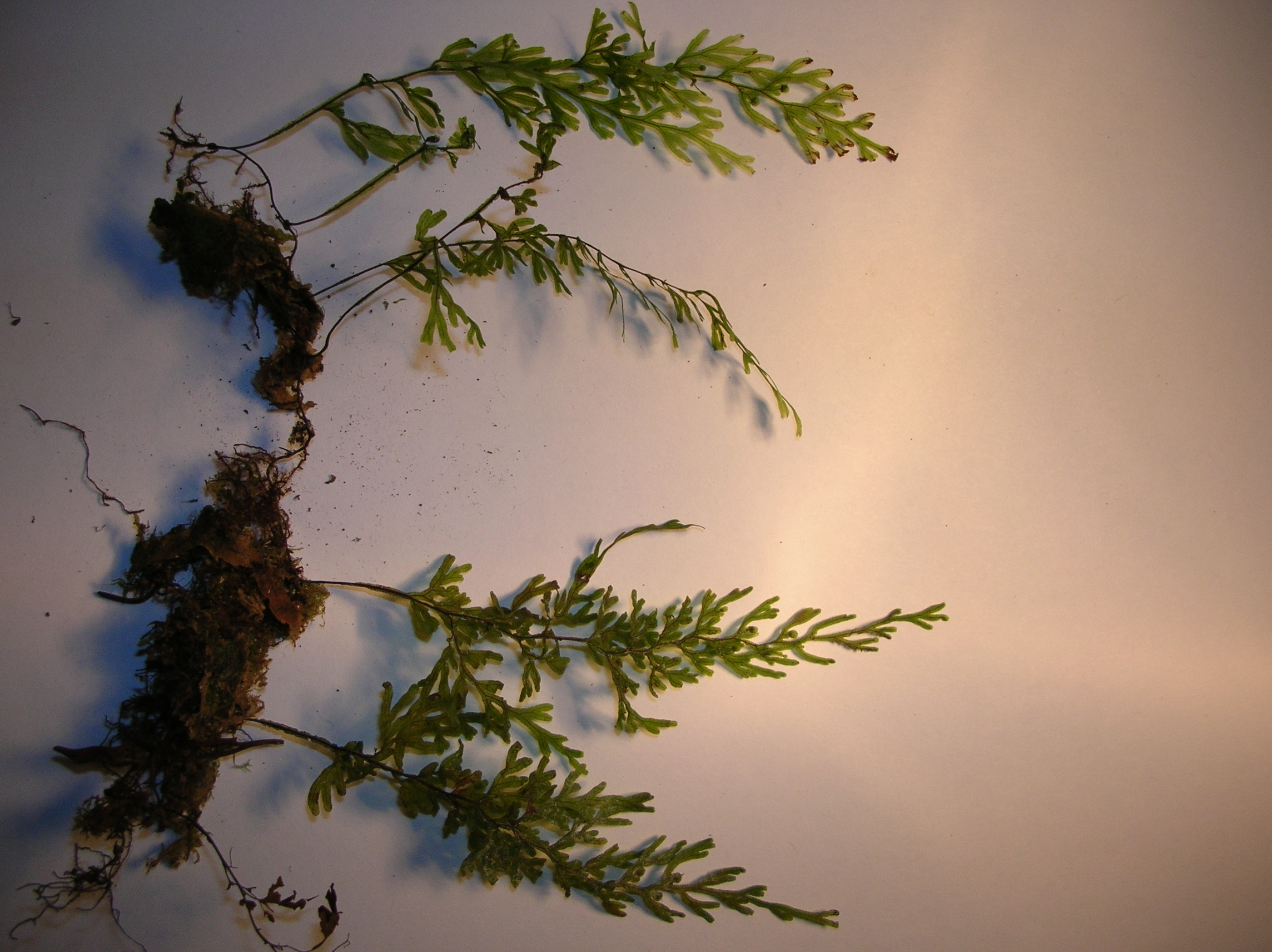
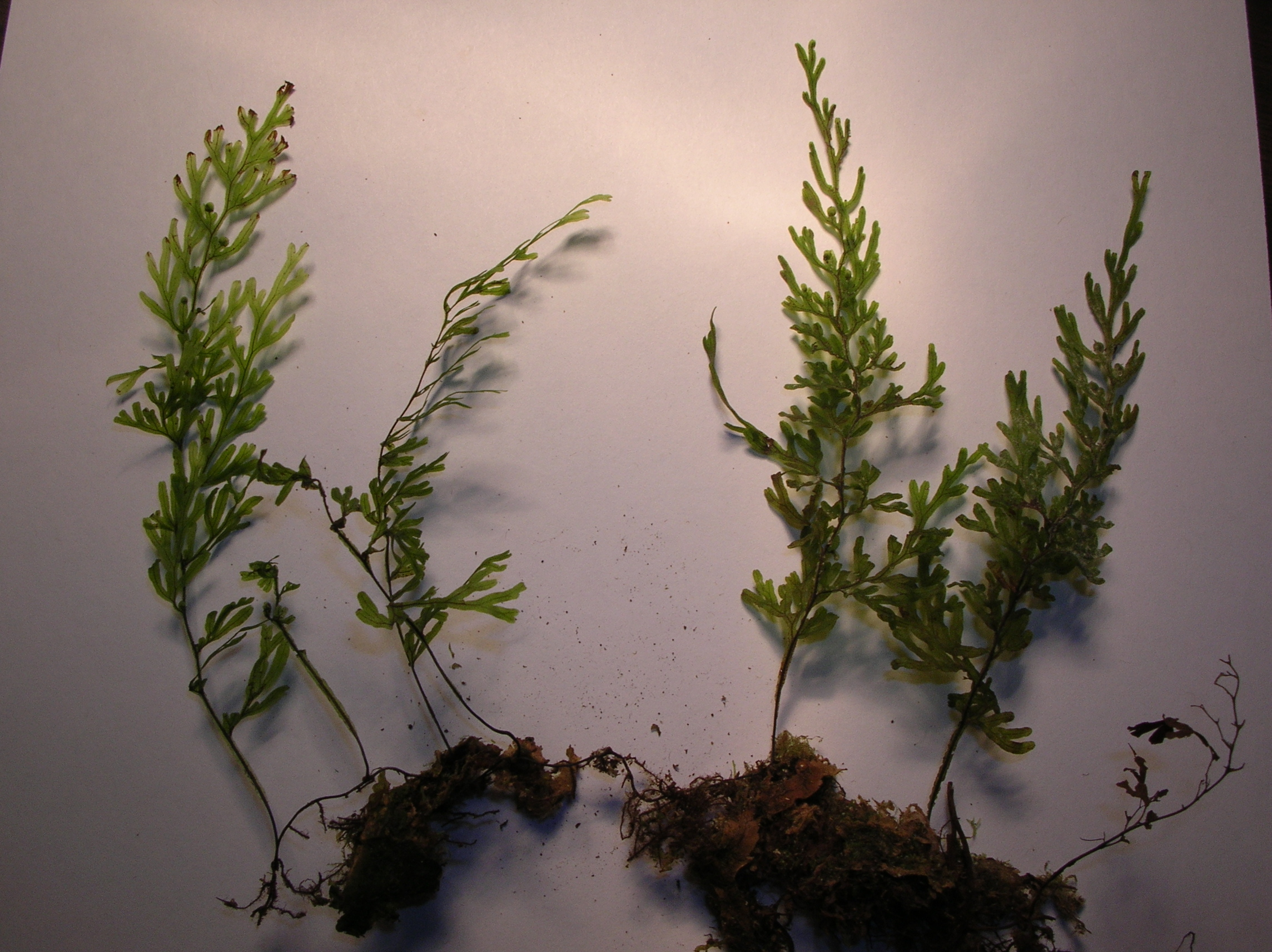
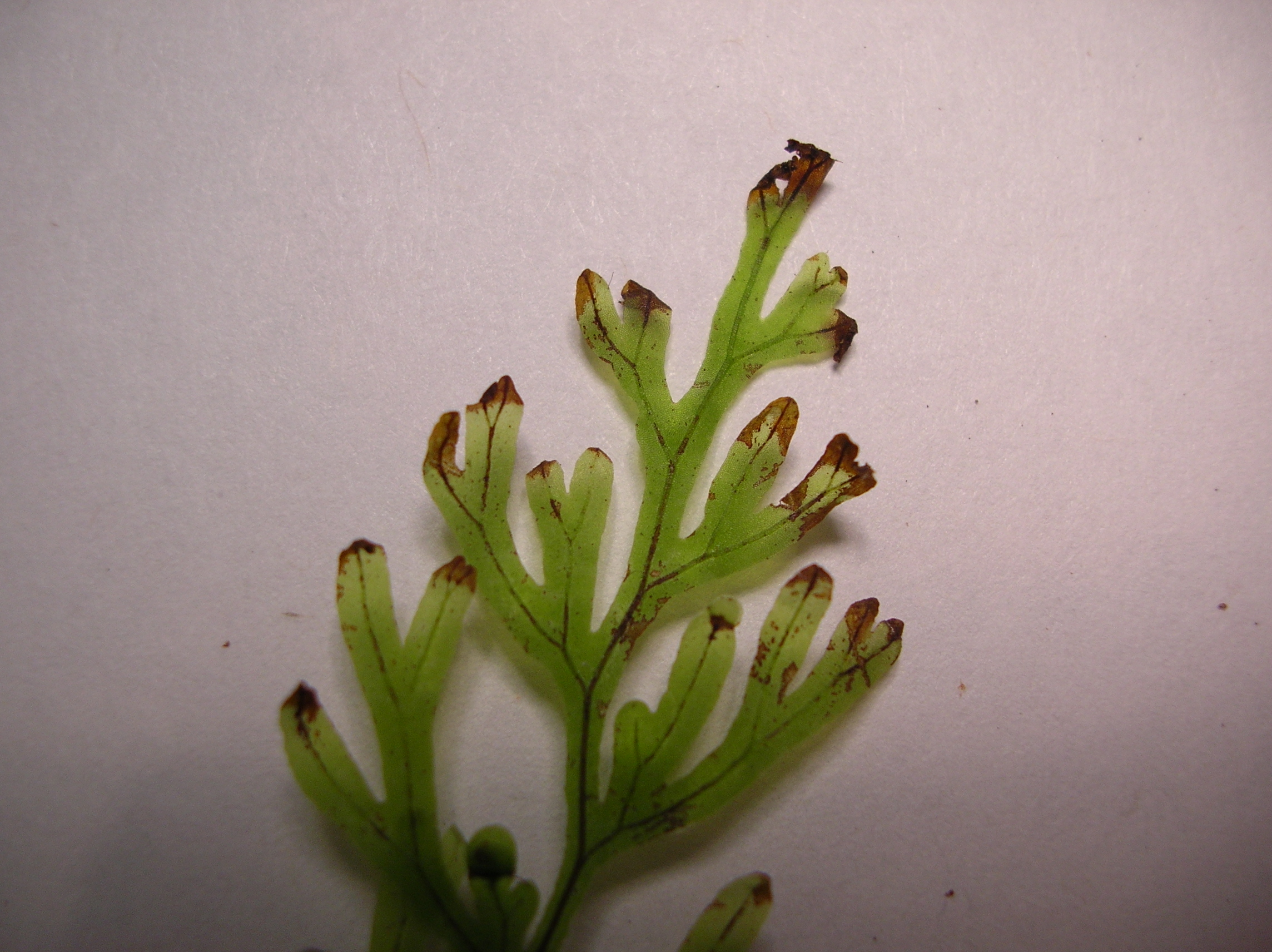
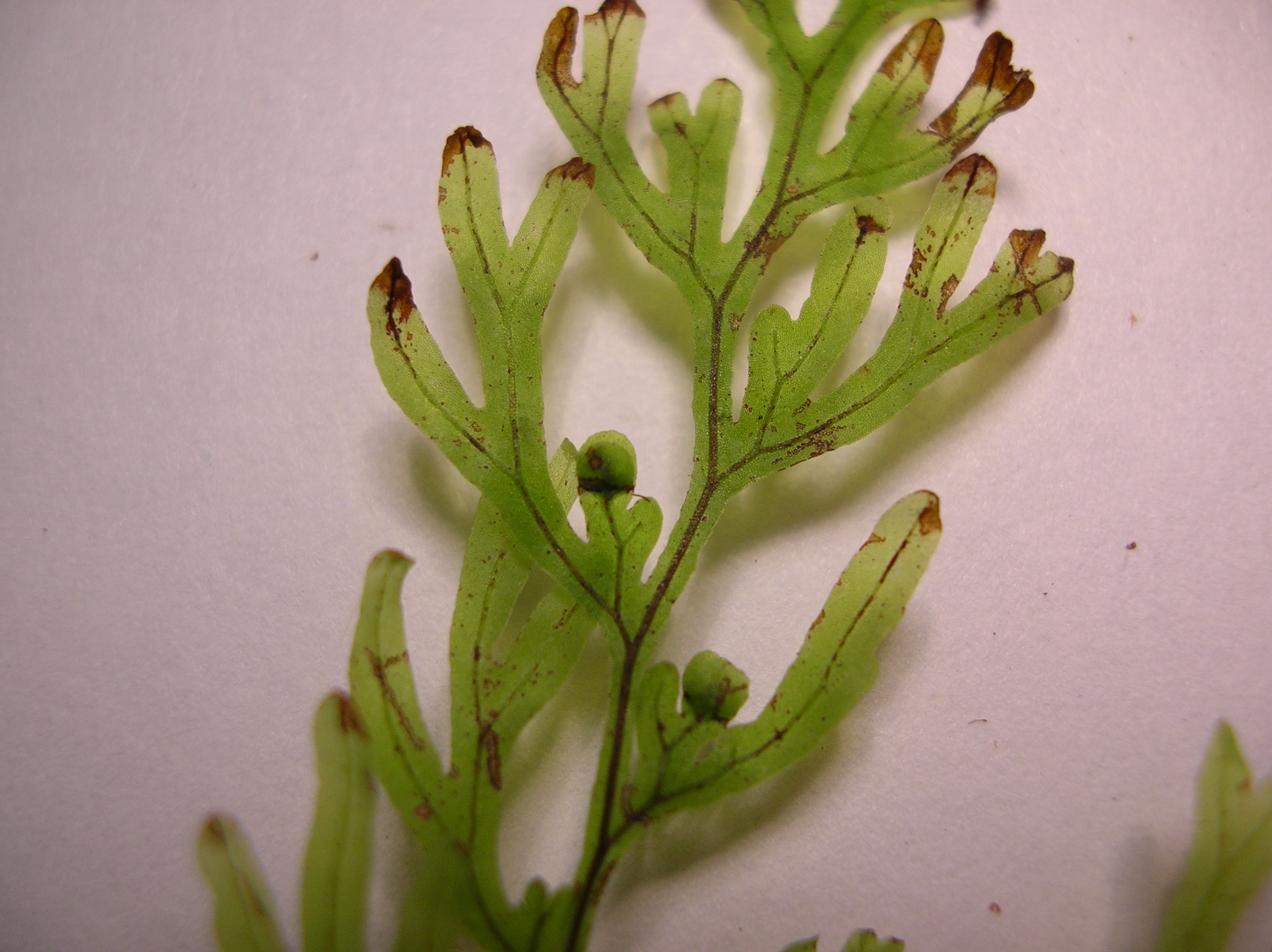